# Györki József
Györki József (1905-ig: Gross József) (Pusztakovácsi, 1891. augusztus 19. – Budapest, 1957. augusztus 10.) magyar vegyészmérnök, egyetemi tanár. A műszaki tudományok kandidátusa (1952), a műszaki tudományok doktora (1957).

## Életpályája
1909-ben érettségizett a budapesti Madách Imre Gimnáziumban. 1913-ban vegyészmérnöki diplomát szerzett a József Műegyetemen. 1913–1914 között a Pénzügyminisztérium ún. vámszaki laboratóriumának vegyésze volt. 1914–1919 között a József Műegyetem Vegyészmérnöki Osztály Kémiai Technológiai Tanszékén Pfeifer Ignác tanársegéde volt. 
1914–1920 között az Országos Központi Árvizsgáló Bizottság Vegyészeti Osztályának alapító vezetője volt. 1920–1924 között a Magyar Elektro-Osmose Rt. ügyvezető igazgatója volt. 1924–1945 között Budapesten önálló tervező irodát nyitott, ahol magánmérnökként és tanácsadó mérnökként tevékenykedett. 1932-ben a budapesti Műegyetem műszaki doktora lett. 
1945–1946 között a Péti Nitrogénművek miniszteri biztosa, illetve vezérigazgatója volt. 1946-ban a gáz előállítása hazai szenekből tárgykörben magántanári képesítést szerzett. 1946–1951 között a budapesti Budapesti Műszaki és Gazdaságtudományi Egyetem címzetes nyilvános rendes tanára volt. 1946–1952 között a Bányászati Kutató Intézet kutatóvegyésze, 1952–1954 között tudományos főmunkatársa volt. 1952–1957 között a Budapesti Műszaki és Gazdaságtudományi Egyetem Vegyészmérnöki Kar címzetes egyetemi tanára volt. 1954-ben nyugdíjba vonult.

### Munkássága
Úttörő munkát végzett a hazai nyersanyagok tűzállóanyagipari, valamint szénfeldolgozási – elsősorban gázgyártási – hasznosítására. Az anyagismereti kutatások meghonosítása, valamint a technológiai lehetőségek feltárása mellett nagy szerepe volt a sárospataki kaolinelőfordulás hasznosításában, valamint a várpalotai szénbázisú nitrogénműtrágya-gyártás megvalósításában. Hazai és külföldi szaklapokban több mint 30 értekezést tett közzé.

## Családja
Szülei: Gross Jakab és Klein Hermine voltak. Testvére: Györki Béla (1889–?) orvos és Györki Imre (1886–1958) politikus volt. 1931. szeptember 18-án házasságot kötött Mányoky Kató (1898-1984) színésznővel.
Temetése a Farkasréti temetőben történt.

## Művei
- A sárospataki kaolin értékelése technológiai szempontból (Egyetemi doktori értekezés; Budapest, 1930)
- Az ércek és ásványi szenek dúsítása „flotatio”-val (Bányászati és Kohászati Lapok, 1922)
- A dunántúli villamosítási terv a vegyészeti ipar szempontjából (Magyar Mérnök- és Építész Egylet Közlönye, 1927)
- Die Dehydration der Bauxite und Bauxitmineralien (Földtani Közlöny, 1932)
- A hazai szenek kéntartalma és a kénmentesítés kérdése (Budapest, 1932)
- Magyarországi kaolinelőfordulások. 1–2. – A bauxitok vasvegyületei (Bányászati és Kohászati Lapok, 1932)
- A községi gázellátás hazai szenekkel. I–II. kötet (Budapest, 1933–1936)
- A szápári bitumendús szén vizsgálata. – Dunántúli alumíniumérc feldolgozása (Bányászati és Kohászati Lapok, 1934)
- A sárospataki kaolin értékelése technológiai szempontból (Budapest, 1936)
- A szénről, mint a kén egyetlen hazai nyersanyagáról. – A liász szenek lepárlása (Magyar Kémikusok Lapja, 1946)
- Kohókoksz előállítása hazai szeneinkből (Bányászati és Kohászati Lapok, 1947)
- Tüzeléstechnikai zsebkönyv (A Népszava műszaki könyvei. Budapest, 1948)
- A szenek kokszosításának feltételeiről. – Földgázvidékeken létesíthető vegyipartelepek (Bányászati és Kohászati Lapok, 1948)
- Szénből gyártott gázok kénmentesítése (Magyar Kémikusok Lapja, 1949)
- Liászkorú szeneink dúsítása flotációval (Bányászati és Kohászati Lapok, 1950)
- Szénporvizsgálatok elvégzése (Bányászati Lapok, 1951)
- Über die Staubfrage (Acta Technica, 1953)
- A porkérdésről a szénbányászatban (Bányászati Lapok, 1953)
- A szálló por lekötése a szénbányászatban. 1–2. (Bányászati Lapok, 1954 és a Bányászati Kutató Intézet Közleményei. 29. Budapest, 1954)
- A kötőanyag nélküli brikettezés fizikai és kémiai alapjai (Magyar Kémikusok Lapja, 1955)
- A szenek kokszosításának feltételeiről és a kokszosodás folyamatáról (Doktori értekezés; Budapest, 1956)